# Черес
Черес (итал. Ceres) је насеље у Италији у округу Торино, региону Пијемонт.
Према процени из 2011. у насељу је живело 405 становника. Насеље се налази на надморској висини од 701 м.

## Становништво
Према резултатима пописа становништва 2011. у општини је живело 1.056 становника.
| 1936. | 1951. | 1961. | 1971. | 1981. | 1991. | 2001. | 2011. |
| ----- | ----- | ----- | ----- | ----- | ----- | ----- | ----- |
| 1.721 | 1.576 | 1.280 | 1.161 | 1.026 | 939   | 1.030 | 1.056 |